# Mario Roatta
Mario Roatta Mancini (Módena, 2 de febrero de 1887 - Roma, 7 de enero de 1968) fue un militar italiano fascista,  que llegó al grado de teniente general.
Ingresó en la Academia de Infantería en 1906 y, después de pasar por la Escuela de Guerra, alcanzó el grado de capitán, siendo destinado al Estado Mayor. Participó con dicha graduación en la Primera Guerra Mundial, pero al terminar la contienda ya había sido ascendido primero a mayor y luego a teniente coronel, cargo con el cual en 1919 apoyó la repatriación de prisioneros de guerra. Ya durante la época fascista en 1934 ocupa el puesto de Jefe del Servizio Informazioni Militari, con el grado de coronel, hasta 1935. 
En 1936 se hace cargo, como Comandante en Jefe y con el grado de general, de las tropas italianas desplazadas a España, el Corpo di Truppe Volontarie, en apoyo a los sublevados contra la Segunda República y, así, participa en la guerra civil española. Para este nombramiento contaba con el apoyo de Galeazzo Ciano, yerno de Mussolini, pero tras la derrota de Guadalajara en 1937 fue reemplazado paulatinamente por el general Ettore Bastico. Siguió manteniendo un alto nivel de control sobre el Servicio de Información Militar en Italia, aunque nominalmente había sido relevado.
En 1939 fue enviado a Berlín como agregado militar de la embajada italiana en la capital alemana dentro de la alianza nazi-fascista expresada en el Pacto de Acero. Iniciada la participación italiana en la Segunda Guerra Mundial en junio de 1940, Roatta ocupó diversos puestos de responsabilidad en el Estado Mayor fascista. En 1942 se le destinó a Croacia, como Comandante del II Ejército, y más tarde se situó al mando de las tropas instaladas en Eslovenia y Dalmacia. Durante este tiempo destacó por sus actividades de represión contra los partisanos yugoslavos, promoviendo las represalias más brutales contra los civiles en Croacia y Eslovenia, incluyendo creación de campos de concentración, fusilamientos sumarios de civiles, e incendios de casas y granjas a gran escala. Su falta de piedad, que manifestó por escrito en circulares enviadas a las tropas italianas, provocó situaciones de terror entre la población civil en su combate con los partisanos yugoslavos. Roatta en paralelo promovió la colaboración italoalemana con los chetniks serbios, a quienes veía como aliados de circunstancias contra los partisanos comunistas, y con quienes ejecutó operaciones antipartisanas en 1942.
En febrero de 1943 Roatta fue destinado como comandante en jefe del VI Ejército a Sicilia, donde llegó a ser general en jefe, pero pronto fue removido del cargo en mayo del mismo año, y trasladado a Roma para ocupar el puesto de comandante general del Estado Mayor. Tras el Armisticio de Cassibile, Roatta quedó en la zona sur de Italia, y allí el régimen de Pietro Badoglio le mantuvo en el rango de jefe de Estado Mayor, aunque ya en esa fecha los mandos aliados exigieron a Badoglio remover a Roatta debido a las denuncias yugoslavas sobre crímenes de guerra, siendo confinado en un hospital militar. Roatta consiguió evadirse el 4 de marzo durante el juicio por el asesinato de los hermanos Roselli, gracias al apoyo de un comando de los carabineros, lo que provocó la indignación general de la población, mientras que el nuevo gobierno de posguerra rehusaba extraditarlo a Yugoslavia. Capturado de nuevo, fue condenado a cadena perpetua, pero perdonado en 1948, estableciéndose en Roma, donde murió en 1968.